# Лёгкие крейсера типа «Кёльн II»
Лёгкие крейсера типа «Кёльн II» — тип крейсеров германского императорского флота времён Первой мировой войны. Являлись второй серией лёгких крейсеров типа «Кенигсберг II». Всего было заложено 10 единиц, на воду успели спустить 7, но до конца войны достроили и ввели в строй только два крейсера: «Кёльн» (нем. SMS Cöln) и «Дрезден» (нем. SMS Dresden). Корабли серии были названы в честь крейсеров погибших в ходе Первой мировой, 3 последних собственных названий получить не успели.

## Проектирование
К 1916 году тринадцать немецких лёгких крейсеров были потеряны в ходе Первой мировой войны. Чтобы заменить их, флот заказал десять новых крейсеров, построенных по модифицированному проекту типа «Кенигсберг II». Их вооружение было усилено за счет добавления третьего 88-мм зенитного орудия и замены 50-см ТА на 60-см. Все десять кораблей были заложены в 1915 и 1916 годах. «Кёльн» был построен на верфи Blohm & Voss в Бремене. «Висбаден» и «Росток» были заложены на верфи AG Vulcan в Штеттине, а Leipzig, Ersatz Cöln и Ersatz Emden были заказаны на верфи AG Weser в Бремене. «Дрезден» и «Магдебург» были построены на верфи Howaldtswerke в Киле, а «Фрауенлоб» и Ersatz Karlsruhe были заложены на Imperial Dockyard в Киле.

## Конструкция

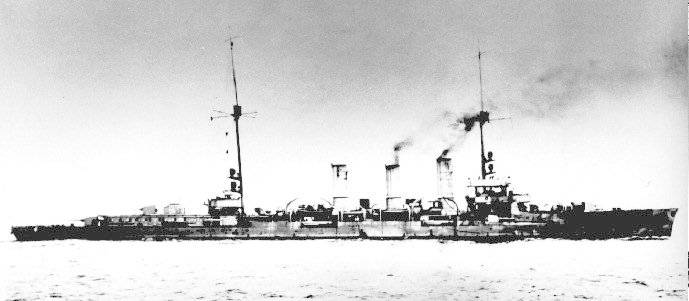
SMS Dresden в 1918

Главный калибр состоял из восьми 15 см SK L/45 орудий в одиночных установках. Два из них были помещены впереди на баке, побортно, четыре расположены в средней части корабля, по два с каждого борта, и два помещены линейно-возвышенно на корме. Пушки имели максимальную дальность до 17 600 м. Боекомплект составлял 1040 выстрелов или 130 снарядов на ствол. Зенитное вооружение кораблей состояло из трёх 8.8 cm SK L/45 зенитных орудий. Крейсера были также оснащены четырьмя надводными 60 см торпедными аппаратами с общим запасом из восьми торпед. Кроме того крейсера могли принимать до 200 морских мин.

## Служба
«Кёльн» — Заложен в 1915 году, спущен 5 октября 1916 года, вошёл в строй 17 января 1918 года.
«Дрезден» — Заложен в 1916 году, спущен 25 апреля 1917 года, вошёл в строй 28 марта 1918 года.
«Висбаден» — Заложен в 1915 году, спущен 3 марта 1917 года.
«Магдебург» — Заложен в 1916 году, спущен 17 ноября 1917 года.
«Лейпциг» — Заложен в 1915 году, спущен 28 января 1918 года.
«Росток» — Заложен в 1915 году, спущен 6 апреля 1918 года.
«Фрауенлоб» — Заложен в 1915 году, спущен 16 сентября 1918 года.
«Ersatz Cöln» — Заложен в 1916 году.
«Ersatz Emden» — Заложен в 1916 году.
«Ersatz Karlsruhe» — Заложен в 1916 году.